# Razor-qt
Razor-qt  es un entorno de escritorio discontinuado ligero para el X Window System, basado en Qt. Razor-qt es software libre y es multilingüe. A diferencia del entorno de escritorio KDE, que también se basa en Qt, Razor-qt por lo general funciona bien incluso cuando se utiliza en ordenadores con hardware antiguo o de pocos recursos. Actualmente el proyecto se ha fusionado con LXQt y Razor-qt como tal está abandonado.
Razor-qt está todavía en las primeras etapas de desarrollo. A partir de febrero de 2012, el entorno incluye un panel de visualización y conmutación, un escritorio, un lanzador de aplicaciones, un centro de configuración y sesiones. Estos componentes pueden ser activados o desactivados por el usuario.
Razor-qt funciona con cualquier Gestor de ventanas X moderno como Openbox, fvwm2 o KWin.
El consumo de memoria de Razor-qt es ligeramente superior a la de LXDE (en la actualidad el escritorio más ligero) usando 114MB en una prueba de un revisor mientras que LXDE usa 108Mb en una prueba de usuario.

## Fusión con LXDE
Después de que el desarrollador de LXDE, Hong Jen Yee, portara PCManFM al Qt a principios de 2013, tuvieron lugar discusiones acerca de la colaboración entre LXDE y Razor-qt. El 21 de julio de 2013, Razor-qt anunció que se estaban fusionando con LXDE-QT., fusión que se publicó en julio de 2014.